# Lukavice (Olomouc)
Lukavice é uma comuna checa localizada na região de Olomouc, distrito de Šumperk.